# Pangrapta plumbilineata
Pangrapta plumbilineata är en fjärilsart som beskrevs av Alfred Ernest Wileman och Reginald James West 1929.
Pangrapta plumbilineata ingår i släktet Pangrapta och familjen nattflyn. Inga underarter finns listade i Catalogue of Life.